# Golgata
Golgata (af aramæisk Gûlgaltâ, af hebraisk gulgoläth hovedskal) er ifølge Det Nye Testamente, det sted Jesus blev korsfæstet og betyder hovedskalssted (ligeledes også på latin: Calvariae Locus og oldgræsk: Κρανίου Τόπος, Kraníou Tópos). Navnet skyldes sandsynligvis stedets form eller dets brug som henrettelsesplads. Golgata formodes at ligge der, hvor gravkirken nu ligger, lige uden for Jerusalems bymur nær hovedvejen ind til byen. Senere legendedannelse fremhæver Golgata som verdens midtpunkt, hvor indgangen til jordens indre findes, og hvor Adam er begravet (jf. visse jødiske og kristne traditioner, hvor navnet hovedskallen hentyder til Adams kranie).

## Golgata i Bibelen
Selvom det siden det sjette århundrede har været antaget, at Golgata var en høj, så kaldes det ifølge evangelierne blot et sted. At stedet kaldes hovedskal er nævnt i alle fire beretninger i de kristne kanoniske evangelier:
- Matthæusevangeliet:

Da de kom ud til det sted, der hedder Golgata – det betyder Hovedskalsted (Matt 27,33)
- Markusevangeliet:

De førte ham ud til stedet Golgata – det betyder Hovedskalsted. (Mark 15,22)
- Lukasevangeliet:

Og da de kom til det sted, som kaldes Hovedskallen, korsfæstede de ham og forbryderne dér (Luk 23,33)
- Johannesevangeliet:

han bar selv korset og gik ud til det sted, som kaldes Hovedskalsted, og som på hebraisk hedder Golgata (Joh 19,17)